# Campionato italiano di calcio da tavolo 1979
Il quinto campionato italiano di Subbuteo agonistico (calcio da tavolo) venne organizzano dalla F.I.C.M.S. a Milano nel 1979. Per la prima volta la gara è suddivisa nella categoria "Seniores" e nella categoria "Juniores". Quest'ultima è riservata ad i giocatori "Under16".

## Risultati

### Categoria Seniores

#### Finali
Finale 7º/8º posto
Ugo Murgia - Stefano Conzi 2-0
Finale 5º/6º posto
Marino Ziz - Giuseppe Trovato
Finale 3º/4º posto
Alessandro Scaletti - Paolo Casali
Finale 1º/2º posto
Nicola Di Lernia - Stefano De Francesco 2-1

### Categoria Juniores
Semifinale 
Andrea Antiga - Renzo Frignani 3-2
Dal Pozzo - Giorno Salmon 0-2

#### Finali
Finale 7º/8º posto
Cavaggi - Savino
Finale 5º/6º posto
Francesco Quattrini - Fabrizio Sonnino
Finale 3º/4º posto
Renzo Frignani - Dal Pozzo
Finale 1º/2º posto
Andrea Antiga - Giorgio Salmon 1-2* d.c.p.